# Haie vive (Cotonou)
La haie vive ou la haie vive-les cocotiers est un quartier huppé de Cotonou au Bénin. 

## Géographie et populations
Il est situé dans  le douzième arrondissement de Cotonou et comptait selon un rapport de février 2016 de l'Institut National de la Statistique et de l'Analyse Economique (INSAE) du Bénin 1322 habitants.

## Architecture
L'architecture, la sécurité et l'urbanisation du quartier font de Haie vive un quartier prisé par les grandes fortunes du Bénin et par la communauté occidentale,,,,.